# Лев Полевий
Лев Полевий (1814 — 12 вересня 1883, Городенка) — руський (український) греко-католицький священник, громадський діяч. Декан УГКЦ. Вуйко доктора Лонгина Рожанковського.

## Життєпис
Одружився в 1836 р. з Олександрою Літинською (пом. 1843), мали 1 доньку. Висвячений 1836 році. 
Працював спочатку адміністратором (1836–40), а потім парохом (1840–62) села Кізлів (тепер Буського району), тоді ж обслуговував парафії в селах Дмухавець (1836–54) і Таврів (1841–42) Бережанського деканату. У 1848–57 роках виконував обов'язки адміністратора Бережанського деканату. У 1862 році переведений до Городенки, а 1870—1875 роках був також деканом Городенківського деканату.

## Громадсько-політична діяльність
Член-засновник Галицько-руської матиці, діяч «Народного Дому», «Руської Ради», Общества імені М. Качковського, «Просвіти», Господарсько-промислового товариства та інших.  
Посол до Райхсрату Австро-Угорщини у 1861–65 роках, представляв Бережанський округ (сільські громади судових повітів Бережани, Перемишляни, Бібрка, Ходорів, Рогатин, Бурштин, Підгайці, Козова).
Посол до Галицького сейму у 1861–67 роках (від IV курії 6 округу Підгайці — Козова, входив до складу «Руського клубу»).